# Jurij Ozierow
Jurij Nikołajewicz Ozierow (ros. Ю́рий Никола́евич О́зеров; ur. 26 stycznia 1921 w Moskwie, zm. 16 października 2001 w Moskwie) – radziecki reżyser i scenarzysta, Ludowy Artysta ZSRR.

## Życiorys
Był synem znanego śpiewaka operowego, solisty Teatru Wielkiego w Moskwie, Nikołaja Ozierowa i Nadieżdy Iwanownej, która była gospodynią domową.

### Służba wojskowa
Po agresji ZSRR na Polskę został powołany do wojska. Przeszedł cały szlak bojowy wielkiej wojny ojczyźnianej. Uczestniczył w bitwie o Moskwę i szturmował Królewiec. Służąc w sztabach różnych armii był w ramach działań frontów 1. i 4. Ukraińskiego oraz 2. i 3. Białoruskiego świadkiem wielu operacji wojskowych na froncie wschodnim na terytorium ZSRR, Polski i Prus Wsch. W 1941 roku był szeregowcem łączności, w 1944 ukończył skrócony kurs oficerski Akademii Wojskowej im. Michaiła Frunzego i w stopniu majora został przydzielony jako oficer łączności do Sztabu Głównego.
Podobno przed generalnym szturmem na Królewiec postanowił, że jeśli przeżyje, to za pomocą kina opowie co widział podczas wojny, o wielkiej epoce podczas której przyszło mu żyć.

### Działalność artystyczna
Edukację rozpoczął w szkole plastycznej. W 1939 wstąpił na wydział dramatu GITIS. Kilka miesięcy później został powołany do Armii Czerwonej. Po zakończeniu wojny, jesienią 1945, powrócił na GITIS, a następnie ukończył studia na wydziale reżyserskim na WGIK (1951). W 1979 roku został wykładowcą tego wydziału.
W 1949 związał się ze Studiem Filmowym „Mosfilm”, gdzie debiutował jako współreżyser filmu Trzecie uderzenie. Pierwszy swój samodzielny film (dokumentalny Aleksandr Puszkin) zrealizował w 1950 roku. Pierwszy film fabularny pt. Syn zrealizował w 1955 roku. Obraz ten otrzymał wyróżnienie na Międzynarodowym Festiwalu Filmowym w Wenecji. Największym sukcesem w karierze Ozierowa była 5-częściowa megaprodukcja Wyzwolenie, za którą w 1972 otrzymał Nagrodę Leninowską. Był to najdroższy film w dziejach radzieckiej kinematografii (40 mln $), który w samym ZSRR obejrzało 120 mln ludzi i który pokazano w 115 krajach.
Ozierow, z wyjątkiem kilku filmów dokumentalnych, kręcił głównie epickie filmy historyczne poświęcone II wojnie światowej, przedstawiające w sposób wyidealizowany Armię Czerwoną i jej wkład w rozgromienie III Rzeszy (np. Wyzwolenie, Bitwa o Moskwę, Stalingrad i in.). Były to robione z rozmachem, kosztowne megaprodukcje, nasycone scenami batalistycznymi z udziałem tysięcy statystów, produkowane przy współudziale studiów filmowych państw bloku sowieckiego. Tematyce tej Ozierow poświęcił 30 lat swojej artystycznej działalności i 18 z 30 zrealizowanych przez siebie filmów.
Jako szef specjalnie utworzonego na potrzeby propagowania olimpiady w Moskwie studia filmowego „Olimpiada-80" stworzył kilka dokumentów o tematyce olimpijsko-sportowej (Ballada o sporcie, Pożegnanie z Olimpiadą, Olimpijskie święto, Sporcie, jesteś – pokojem!). Za ten ostatni 1981 roku otrzymał Nagrodę Państwową.
Zasiadał w jury konkursu głównego na 30. MFF w Cannes (1977).
Wraz z upadkiem ZSRR tracił na znaczeniu jako twórca filmowy i w końcu uległ zapomnieniu. U schyłku życia montował filmy z obrazów nakręconych wiele lat wcześniej (Tragedia stulecia, Anioły śmierci, Wielki dowódca Gieorgij Żukow).
Pochowany we wspólnej mogile wraz z bratem Nikołajem na Cmentarzu Wwiedeńskim w Moskwie.

## Życie osobiste
Był żonaty z Diliarą Kerimowną, która była kostiumologiem w „Mosfilmie”. Odpowiadała za kostiumy w większości jego filmów. Mieli synów: Władimira – profesora matematyki, specjalisty w dziedzinie nauk technicznych i Nikołaja – tłumacza języka hindi.
Jego brat Nikołaj (1922–1997) był komentatorem sportowym.

## Wybrana filmografia
- 1950: Aleksander Puszkin
- 1952: Ogród botaniczny
- 1953: Arena śmiałych
- 1954: W świąteczny wieczór
- 1955: Syn
- 1957: Sokół stepowy
- 1959: Burza
- 1961: Dzień młodego człowieka
- 1962: Hašek i jego Szwejk
- 1968-1972: Wyzwolenie
- 1977: Żołnierze wolności
- 1979: Ballada o sporcie
- 1980: Pożegnanie z Olimpiadą
- 1980: Olimpijskie święto
- 1981: Sporcie, jesteś – pokojem!
- 1985: Bitwa o Moskwę
- 1989: Stalingrad
- 1993: Tragedia stulecia
- 1993: Anioły śmierci
- 1995: Wielki dowódca Gieorgij Żukow

## Odznaczenia i nagrody
- Order Lenina (dwukrotnie, 1971 i 1981)
- Order „Za zasługi dla Ojczyzny” III klasy (1996)
- Order Rewolucji Październikowej (1986)
- Order Czerwonego Sztandaru (1945)
- Order Wojny Ojczyźnianej II klasy (dwukrotnie, 1944 i 1985)
- Order „Znak Honoru” (1967)
- Nagroda Leninowska (1972)
- Nagroda Państwowa ZSRR (1982)[3]